# عبد الجليل الزاوش (طبيب)
عبد الجليل الزاوش ولد في 14 نوفمبر 1949 في تونس العاصمة وتوفي في 13 ديسمبر 2015 في باريس، هو جراح وجامعي ووطبيب إنساني ونقابي تونسي.

## السيرة الذاتية

### العائلة والتكوين
ولد عبد الجليل لعائلة عريقة وثرية من مدينة تونس، وهو ابن السياسي أحمد الزاوش وحفيد الوزير المصلح عبد الجليل الزاوش وابن حفيد الجنرال الطاهر الزاوش، ووالدته هي حفيدة الجنرال محمد البكوش.
درس الزاوش في المدرسة الصادقية ثم في كلية الطب بتونس. في هذه الفترة انتخب كاتبا عاما للشبيبة المدرسية في المدرسة الصادقية، وعضوا في لجنة تنسيق الطلاب بجهة تونس ومندوب الطلبة وعضو المكتب الاتحادي لكلية الطب. قدم أطروحته في 1981 وكان عنوانها Aspects étiopathologiques, anatomo-cliniques et thérapeutiques des pancréatites aiguës (à propos de 111 cas) (الجوانب المرضية والإكلينيكية والعلاجية لالتهاب البنكرياس الحاد (حول 111 حالة)). كان مقيم أجنبي سابق في مؤسسة مستشفيات باريس، جاء الأول في المناظرات الوطنية للمساعدة والتجميع والثاني في مناظرة الإقامة.

### المسار المهني
يعمل الزاوش كأستاذ للجراحة منذ 1994، وكان بين نوفمبر 1989 ويناير 1996 الكاتب العام للنقابة الوطنية للأطباء والصيادلة وأطباء الأسنان الاستشفائيين الجامعيين لولايتين.

بين 1972 و2001، كان عضوا منتخبا في المجالس العلمية لكلية الطب في تونس، وكان مدير قسم الجراحة بين 1996 و1999، ثم رئيس الكلية الوطنية للجراحة بين 1997 و2005 لولايتين، وعضو مجالس الصحة في مستشفى شارل نيكول بين 1978 و1992، وعضو مجلس إدارة العديد من المشافي مثل شارل نيكول والمرسى. الزاوش هو كذلك عميد كلية الطب بتونس بين 2005 و2011 لولايتين. بين يونيو 1995 ويوليو 2013، كان رئيس قسم الجراحة A في مستشفى شارل نيكول. درس كذلك لأكثر من 30 سنة في كلية الطب بتونس وفي المدارس الأخرى للصحة. في 2014، عين أستاذا فخريا وعميدا فخريا لكلية الطب بتونس. 

نشر عبد الجليل الزاوش أكثر من 150 مقالا في مجلات تونسية ودولية، وأكثر من 45 فصلا في دراسات مختلفة متعددة المراكز. في 2008، رقي لمرتبة عضو فخري في الجمعية الفرنسية للجراحة عن مساهمته من الدرجة الأولى في النهوض بالجراحة. وهو أيضا عضو في العديد من الجمعيات التونسية والأجنبية ذات العلاقة.

شارك الزاوش في العديد من المهمات الإنسانية بصفته جراحا إنسانيا في لبنان في 1979، وذلك في مخيمات صبرا وشاتيلا تحت إشراف الهلال الأحمر الفلسطيني، وعمل كذلك في قطاع غزة تحت إدارة فتحي عرفات، وشارك في البعثة التونسية المرسلة إلى الجزائر إثر زلزال الشلف 1980 وترأس البعثة التونسية إلى العراق أثناء حرب الخليج الثانية في 1991، بينما تطوع كطبيب أثناء أحداث قفصة في 1980.

### الوفاة
توفي في 13 ديسمبر 2015 في باريس. في يناير 2016، الأتريوم المركزي والجناح الذي يحتوي على ستة مدرجات في كلية الطب بتونس سميت «جناح عبد الجليل الزاوش»، وتم وضع لوحة لذكراه بعد 40 يوما من وفاته. نشرت الكلية مؤلفا من 90 صفحة لسيرته الذاتية بهذه المناسبة.